# Méharicourt
Méharicourt és un municipi francès situat al departament del Somme i a la regió dels Alts de França. L'any 2007 tenia 596 habitants.

## Demografia

### Població

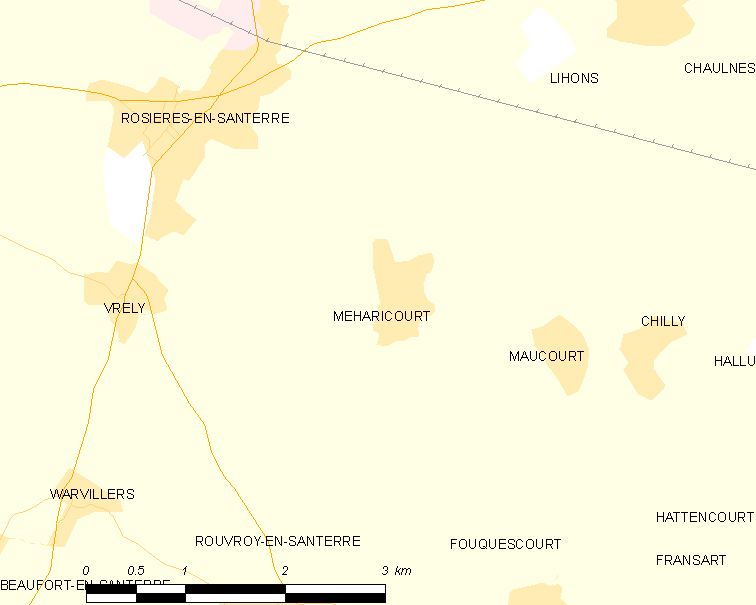

El 2007 la població de fet de Méharicourt era de 596 persones. Hi havia 207 famílies de les quals 36 eren unipersonals (12 homes vivint sols i 24 dones vivint soles), 73 parelles sense fills i 98 parelles amb fills.
La població ha evolucionat segons el següent gràfic:
Habitants censats

### Habitatges
El 2007 hi havia 242 habitatges, 218 eren l'habitatge principal de la família, 14 eren segones residències i 10 estaven desocupats. 235 eren cases i 7 eren apartaments. Dels 218 habitatges principals, 169 estaven ocupats pels seus propietaris, 48 estaven llogats i ocupats pels llogaters i 1 estava cedit a títol gratuït; 7 tenien dues cambres, 33 en tenien tres, 59 en tenien quatre i 119 en tenien cinc o més. 168 habitatges disposaven pel capbaix d'una plaça de pàrquing. A 97 habitatges hi havia un automòbil i a 105 n'hi havia dos o més.

### Piràmide de població
La piràmide de població per edats i sexe el 2009 era:
| Homes | Edats   | Dones |
| ----- | ------- | ----- |
| 0     | 95 o +  | 0     |
| 0     | 90 a 94 | 0     |
| 8     | 85 a 89 | 4     |
| 0     | 80 a 84 | 4     |
| 0     | 75 a 79 | 0     |
| 8     | 70 a 74 | 12    |
| 20    | 65 a 69 | 16    |
| 12    | 60 a 64 | 8     |
| 12    | 55 a 59 | 12    |
| 16    | 50 a 54 | 24    |
| 20    | 45 a 49 | 8     |
| 20    | 40 a 44 | 24    |
| 20    | 35 a 39 | 32    |
| 12    | 30 a 34 | 8     |
| 12    | 25 a 29 | 16    |
| 20    | 20 a 24 | 16    |
| 8     | 15 a 19 | 20    |
| 28    | 10 a 14 | 32    |
| 28    | 5 a 9   | 16    |
| 4     | 0 a 4   | 8     |

## Economia
El 2007 la població en edat de treballar era de 378 persones, 281 eren actives i 97 eren inactives. De les 281 persones actives 240 estaven ocupades (140 homes i 100 dones) i 40 estaven aturades (14 homes i 26 dones). De les 97 persones inactives 30 estaven jubilades, 25 estaven estudiant i 42 estaven classificades com a «altres inactius».

### Ingressos
El 2009 a Méharicourt hi havia 213 unitats fiscals que integraven 568,5 persones, la mediana anual d'ingressos fiscals per persona era de 16.011 €.

### Activitats econòmiques

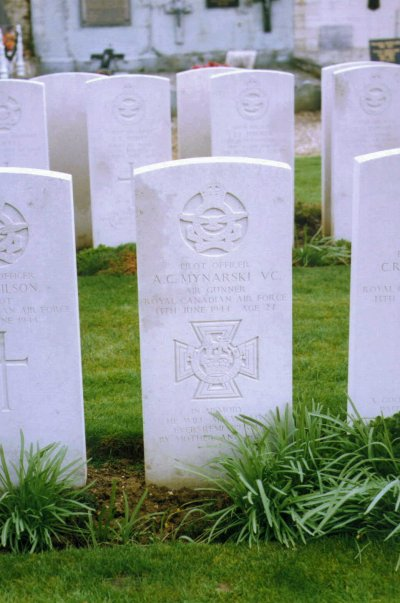

Dels 18 establiments que hi havia el 2007, 2 eren d'empreses alimentàries, 1 d'una empresa de fabricació d'altres productes industrials, 5 d'empreses de construcció, 2 d'empreses de comerç i reparació d'automòbils, 2 d'empreses de transport, 2 d'empreses de serveis, 3 d'entitats de l'administració pública i 1 d'una empresa classificada com a «altres activitats de serveis».
Dels 7 establiments de servei als particulars que hi havia el 2009, 1 era una oficina de correu, 1 taller de reparació d'automòbils i de material agrícola, 2 guixaires pintors, 2 lampisteries i 1 electricista.
L'únic establiment comercial que hi havia el 2009 era una fleca.
L'any 2000 a Méharicourt hi havia 9 explotacions agrícoles que ocupaven un total de 595 hectàrees.

## Equipaments sanitaris i escolars
El 2009 hi havia una escola elemental.

## Poblacions més properes
El següent diagrama mostra les poblacions més properes.